# عقربا (ريف دمشق)
عقربا بلدة سورية في غوطة دمشق التابعة لمحافظة ريف دمشق و هي مفصل غوطتي دمشق الشرقية والغربية على طريق مطار دمشق الدولي، ترتفع 659 م عن سطح البحر, تقع بين المليحة وببيلا وهي من التجمعات السكانية ذات الكثافة العالية. تبعد حوالي 3 كم عن باب شرقي باتجاه مطار دمشق الدولي.
تحدها المدن والبلدات التالية: جرمانا, ببيلا, المليحة, السيدة زينب، بيت سحم وشبعا وتعتبر مركز استراتيجي و حيوي في ربط مدن الغوطة الغربية مع الغوطة الشرقية ومركز دمشق, يغلب على أهلها العمل بالزراعة و التجارة, كما يوجد بها عدد كبير من المعامل الضخمة كمعامل المواد الغذائية بأشكالها المتنوعة, إضافة إلى أنها تمتلك رقعة من الأراضي المأهولة للزراعة تبلغ مساحتها حوالي ثمانية آلاف دنم, تشتهر بزراعة الأشجار المثمرة وفي مقدمتها الجوز والمشمش, و تحوي عدد كبير من المزارع والفيلات.
يبلغ عدد سكان البلدة 23876 نسمة